# Ukrainas herrlandslag i vattenpolo
Ukrainas herrlandslag i vattenpolo representerar Ukraina i vattenpolo på herrsidan. Laget deltog i olympiska sommarspelen 1996. Under storhetstiden på 1990-talet deltog laget även tre gånger i EM. En av de största 1990-talsprofilerna var Andrij Kovalenko som gjorde fjorton mål för Ukraina i OS 1996. Han hade tagit OS-brons med förenade laget 1992 och tävlade för Australien i Sydney 2000. Det stora löftet i OS-laget 1996 var Dmytro Stratan som tog OS-silver 2000 och OS-brons 2004 för Ryssland.

## Resultat

### Olympiska spel
- 1996 – 12:e

### Europamästerskap
- 1993 – 11:e
- 1995 – 7:e
- 1997 – 11:e